# Channel 5 (Велика Британія)
5 канал (англ. Channel 5, «Чэ́ннел файв») — Британський телевізійний канал, що мовить з 1997 року. П'ятий в хронології британських аналогових каналів після BBC One, ITV, BBC Two і 4-го каналу. Займає п'яте  місце за об'ємом аудиторії з моменту заснування. З 2002 по 2011 роки мав назву «П'ять», коли його власником була компанія RTL Group. Річард Дезмонд виключив канал з компанії 23 липня 2010, вирішивши кардинально його поліпшити. Телеканал було знову запущено 14 лютого 2011 року. З 1 травня Channel 5 є власністю компанії Viacom, яка викупила його за 759 мільйонів доларів США.
5 канал є головним розважальним телеканалом Великої Британії, який транслює програми «Крутіше не придумаєш», «Інспектор готелів» і «Гібралтар: Велика Британія на Сонці», а також телесеріали: «CSI: Місце злочину», «Могутні рейнджери», «Менталіст», «Слідство по тілу», «Якось у казці» і «Під куполом».

## Компанія
У 1995 році після двох років підготовки  ліцензію отримала приватна телекомпанія Channel 5 Broadcasting Limited. Компанія брала участь спочатку в боротьбі за вільне місце для мовлення, однак зазнала невдачі  Серед конкурсантів була міська мережаThames Television, власником якої був Сільвіо Берлусконі(пізніше він зняв мережу з конкурсу). Незалежна телевізійна комісія тоді вирішила не віддавати вільне місце нікому. Ще однією проблемою телекомпанії було використання частот, які вже використовувалися відеомагнітофонами. Щоб домогтися мовлення на всій території країни, величезну кількість відеомагнітофонів необхідно було налаштувати або модифікувати за допомогою фільтра на кошти самої телекомпанії.
У середині  1994 року проект створення телеканалу було відновлено після повторного вирішення комісії провести конкурс. Президент Time Warner International Broadcasting Том Макгрет склав план настройки частот з компанією NTL і інженером-консультантом Елліс Гріффітс, який припускав понизити об'єми настроювань і розширити зону мовлення. Лорд Клайв Холлік, тоді виконавчий директор ITV Меридіан, взяв на себе обов'язки з фінансування, оскільки частка Time Warner за законами Великої Британії не повинна була перевищувати 25 %. До боротьби підключилася компанія Pearson Television. Після того, як Макгрет звільнився з посади і очолив Paramount, місце Time Watner зайняла RTL Group (раніше вона називалася CLT). Також в боротьбі за заповітну частоту почали участь UKTV в особі Canwest і Select TV  (36 мільйонів фунтів стерлінгів на ліцензію), New Century Television за підтримки British Sky Broadcasting і ITV Granada (20 мільйонів фунтів стерлінгів), Virgin TV і Associated Newspapers (22 мільйони фунтів стерлінгів). 5 канал з 22 мільйонами фунтів стерлінгів на ліцензію в результаті здобув перемогу. Pearson Television і CLT об'єдналися в RTL Group 26 серпня 2005, а Холлек і Макгрет увійшли до Ради директорів.
27 лютого 2004 року з'явилися чутки про злиття Five  і 4-го каналу, які були спростовані вже в листопаді. На початку 2009 року пішли чутки про об'єднання 5-го і 4-го каналів з ITV. 23 липня 2010 року Five був викуплений Річардом Дезмондом і його компанією  Northern & Shell  за 103, 5 мільйона фунтів стерлінгів. Дезмонд заявив про збільшення бюджету телеканалу до півтора мільярда фунтів стерлінгів протягом наступних п'яти років, подвоєння щорічних інвестицій для розширення сітки телемовлення та збільшення якості телепередач, а також трати на покращення іміджу телеканалу і рекламну кампанію у складі  Northern & Shell. Приводом для таких витрат стала боротьба проти Daily Express, Daily Star і ОК!. Деякі журналісти запевняли, що Дезмонд
збирається перевантажити телеглядачів і читачів рекламою та посиланнями до телеканалу.

## Історія

### До запуску
Wolff Olins та Saatchi & Saatchi були двома найбільшими компаніями, які використовували рекламне гасло «Дайте мені 5» напередодні відкриття телеканалу. За задумом творців, телеканал повинен був стати сучасним і популярним. Логотипом служила чорна цифра 5 в чорному колі на тлі смуг з настроювальної таблиці. Для більшої популярності була зроблена спроба зібрати колекцію осіб 5 каналу: навесні 1997 року у Великій Британії з'явилися бігборди з Джеком Дохерті нарівні з іншими невідомими людьми. Серія анонсів показувалася на тій частоті, що збиралися віддати 5 каналу; там же показувався трейлер, присвячений новому каналу.

### Запуск
30 березня 1997 року 65 % телеглядачів побачили новий телеканал на екранах своїх телевізорів. Мовлення почалося в неділю на Великдень у 18:00 з виконання групою Spice Girls, пісні групи Manfred Mann «5-4-3-2-1», переробивши її в «1-2-3-4-5».
Першими ведучими телеканалу стали Тім Вайн і Джулія Бредбері, представивши британцям п'ятий телеканал завдяки 30-хвилинному превью.
У той день розклад телепрограм був аступним:
| Час   | Програма                 | Телеглядачі, млн |
| ----- | ------------------------ | ---------------- |
| 18:00 | This is 5!               | 2,49             |
| 18:30 | Family Affairs           | 1, 70            |
| 19:00 | Two Little Boys          | 0,68             |
| 19:30 | Hospital!                | 1, 12            |
| 21:00 | Beyond Fear              | 1,70             |
| 22:30 | The Jack Docherty Show   | 1, 16            |
| 23:10 | The Comedy Store Special | 0,73             |
| 23:40 | Turnstyle                | 0, 49            |
| 00:10 | Live and Dangerous       | 0,08             |
| 5:30  | Give Me 5!               | 0, 03            |

У цілому близько 2 490 000 людей дивилися в той вечір 5 канал. Тим самим був побитий рекорд, встановлений 4-м каналом 14 з половиною років потому.

### Ребрендинг 2002 року
16 вересня 2002 телеканал було перейменовано на «Five». Він став багатомільйонним проектом в руках Тревора Бітті. Директор телеканалу Девід Паллен заявив: 
Ця кампанія спрямована на досягнення трьох ключових цілей: визначення креативної стратегії телеканалу, оновлення дизайну і створення моста між поточними перспективами Five і новою реальністю нашого програмування — стимулювання глядачів до переоцінки наших програм і бренду.
5 канал був ім'ям, а Five є брендом. Як бренд, він відображає еволюцію, яка відбувається з програмуванням каналу і робить його впевненим і унікальною пропозицією для глядачів.

### Прихід Дезмонда
23 липня 2010 Річард Дезмонд, який заволодів телеканалом, зазначив: «Я віддаю перевагу назві 5 канал, а не Five, але … ми не зустрічалися ще з командою, щоб обговорити ці деталі». Наступного дня газета Daily Express дотепно висловилася про зміну назви телеканалу:
З сьогоднішнього дня дуже розпливчасте Five (п'ять чого — днів тижня або пальців?) Перетворюється в більш зрозуміле «5 канал».

### Оригінальний текст
Зміну назви Дезмонд підтвердив 11 серпня 2010, а відбулося це 14 лютого 2011 року. Перезапуск телеканалу ознаменувався запуском нічного розважального шоу ОК! TV. Аудиторію телеканалу збиралися розширити за рахунок залучення нових осіб в інформаційну програму 5 News та шоу ОК! TV, що виходило о 18:30 замість попередника  Live from Studio Five.
18 серпня 2011 було перезапущено реаліті-шоу «Big Brother»: стартували 8-й сезон зі знаменитостями і 12-й звичайний сезон. Права на показ телеканал викупив після того, як у квітні 2011 року трансляція шоу припинилася на 4-му каналі. Вартість прав на показ склала 200 мільйонів фунтів стерлінгів. Рейтинг телеканалу трохи піднявся з 4,4 % до 4,5 % в 2012 році (у тому році приріст був тільки у BBC One, у всіх інших каналів знизився рейтинг). У 2013 році директор з програм Бен Фроу заявив, що телеканал відтепер припиняє показ передач виробництва США і починає показ шоу з Канади, Австралії та Ірландії. Слова Фроу підтвердилися після запуску австралійського телесеріалу «Вентвортская в'язниця» та ірландського телесеріалу «Любов / Ненависть».

### Продаж Viacom
У січні 2014 року з'явилися повідомлення, що Дезмонд збирався продати телеканал за 700 мільйонів фунтів стерлінгів. Серед потенційних покупців були BT Group, ITV, Viacom, British Sky Broadcasting і Discover Communications. 1 травня 2014 за 450 000 000 фунтів стерлінгів 5 канал був проданий компанії Viacom.

### Багатоканальна стратегія
З моменту запуску телеканалу британське телебачення зазнало серйозних змін і перейшло на цифровий формат. 18 листопада 2005 було оголошено, що Five  викупив свою частку в операторі платного цифрового наземного телебачення Top Up TV і що це призведе до появи нових області безкоштовних і платних послуг цифрового телебачення в рамках роботи Five. Восени 2006 року в мережах Freeview, Sky і Virgin Media були запущені два нових цифрових телеканали, що транслюють частину програм з основного каналу:
- 5 * мовить з 15 жовтня 2006 і показує переважно фільми і ток-шоу. Раніше був відомий як Five Life (з 2006 по 2008 р/) і Fiver (з 2008 по 2011).
- 5USA мовить з 16 жовтня 2006 і показує фільми, спортивні трансляції, програми із США. Раніше був відомий як Five US (з 2006 по 2009 р) і Five USA (з 2009 по 2011).

## Аудиторія
Нижче представлена аудиторія телеканалу починаючи з 1997 року. Дані представлені Радою дослідників аудиторії мовників. Телеканал відповідає своєму номеру, займаючи тверде 5-е місце в рейтингу Великої Британії і значно поступаючись BBC One, BBC Two, ITV і 4-му каналу.
Аудиторія росла протягом перших семи років мовлення, досягнувши свого піку в 2004 році (6,6 %). Через два роки рейтинг впав нижче 5 %. У 2012 році аудиторія досягла 4,5 %, що стало першим ривком з 2009 року. У липні 2013 року телеканал вперше обійшов у рейтингу конкурентів з 4-го каналу (станом на вересень 2013 року рейтинг складає рівно 4 %).
| Рік  | Аудиторія, % |
| ---- | ------------ |
| 1997 | 2.3 %        |
| 1998 | 4.3 %        |
| 1999 | 5.4 %        |
| 2000 | 5.7 %        |
| 2001 | 5.8 %        |
| 2002 | 6.3 %        |
| 2003 | 6.5 %        |
| 2004 | 6.6 %        |
| 2005 | 6.4 %        |
| 2006 | 4.9 %        |
| 2007 | 5.3 %        |
| 2008 | 4.6 %        |
| 2009 | 4.8 %        |
| 2010 | 4.5 %        |
| 2011 | 4.4 %        |
| 2012 | 4.5 %        |
| 2013 | 4.1 %        |
| 2014 | 4.0 %        |

## Мовлення
На території Великої Британії за планом було передбачено мовлення в аналоговому форматі лише для чотирьох каналів, проте канали з 35 по 37 в діапазоні ДМВ (UHF) могли покривати до 70 % території Великої Британії (втім, вони використовувалися для домашніх відеомагнітофонів, з'єднаних з телевізорами). Перед запуском каналу постачальник послуг зобов'язаний був по телефону або ж завдяки безпосередньому візиту в будинок пояснити, як переналаштувати тюнер або встановити фільтр для блокування сигналу від 5 каналу. Для багатьох приймачів канали з 35 по 37 були поза «робочої групи» (тобто не призначалися для прийому сигналу з 5 каналу). Люди не могли отримати сигнал повною мірою або ж змушені були встановлювати додаткову антену. Мовнику довелося поліпшити передавачі, щоб розширити наземне аналогове покриття, а також запустити канал на супутниках SES ASTRA /BSkyB, що дозволяло отримувати людям через супутник сигнал 5 каналу.
На відміну чотирьох інших аналогових телеканалів Великої Британії, 5 канал не міг передати сигнал через наземні аналогові передавачі в багатьох районах, особливо:
- на півдні Англії, де він міг змішатися з сигналом французької телестанції;
- на північному сході Англії, переважно в графстві  Тайн-енд-Уир;
- на території Шотландії та Уельсу;
- на території Північної Ірландії і частково в Кембрії.
- Разом з тим цей телеканал став першим аналоговим телеканалом Великої Британії, що використав цифрову графіку (до вересня 2002 года).

В даний час мовлення є на всіх цифрових платформах (Freesat, Sky, IPTV и Freeview), за технологією IPTV і в кабельних мережах. З 5 листопада 2008 телеканал здійснює і цифрове супутникове мовлення на платформі Freesat за допомогою супутника Astra 28,2 ° E. У Швейцарії він може бути доступний на цифрових платформах Swisscom TV і Cablecom. У Республіці Ірландія він недоступний в кабельних мережах і мережах MMDS-, але наземний сигнал можна зловити на кордоні з Північною Ірландією та прибережних зонах Уельсу, а за допомогою супутникового ресивера сигнал може бути отриманий в мережі Freesat. У мережах телеканалів Sky і ITV це неможливо.
30 вересня 2009 в мережі Freeview мовлення тимчасово припинилося з 9:30 до 12:00 з причини змін в платформі: з комерційного мультиплексу телеканал перебрався до громадських телеканалів, що позитивно позначилося на площі покриття (показник досяг 99 %).

### HD-версія
Channel 5 HD — версія телеканалу в високої чіткості, запущена 13 липня 2010. Телеканал доступний на 171-му каналі в мережі Sky і 150-му каналі в мережі Virgin Media. Спочатку на ньому показувалися тільки австралійські мильні опери «Сусіди» та «Вдома і в гостях». Телеканал боровся за отримання окремої кнопки в мережі Freeview, але не зумів цього домогтися в 2010 році. У 2011 році він був єдиним кандидатом на п'яту HD-кнопку в мережі Freeview, і його можливий запуск мав здійснитися навесні або влітку 2012 року, але 15 грудня 2011 5 канал відмовився від боротьби за місце в Freeview. У жовтні 2013 на супутниковій платформі Sky з'явилася HD-версія телеканалу, доступна тільки передплатникам пакету Sky Family Bundle.

### Channel 5 +1
Телеканал Channel 5 + 1 запущений в мережах Freesat, Freeview і Sky 6 грудня 2011 з планами запуску на 2012 рік в мережі Virgin Media, щоб було здійснено 25 жовтня 2012. У порівнянні зі звичайним 5 каналом виходить із затримкою на годину.

### Channel 5 +24
Телеканал 5 канал +24 показує програми, що виходили днем раніше на 5 каналі, разом з програмою передач з 19:00 до опівночі. Запущено 4 лютого 2014, доступний у мережах Freeview, Freesat, Небо і Virgin Media (у трьох останніх замінив 5 +1). Спочатку називався 5 Later. Існують два варіанти каналів, на яких показується вечірній контент в прайм-тайм. Одна з версій показується в мережі Freeview і включає в свою програму передач «телемагазини» поза прайм-тайму. Друга версія — для абонентів супутникового і кабельного мовлення — показує телемагазини щодня о 10:00, 16:00 і 3:00, повторюючи серії «Сусідів» і «Вдома і в гостях», а також повнометражні фільми, показані днем раніше. Це робиться, щоб уникнути конфліктів з операторами інших платформ.

## Рейтингові програми та фільми
Список 10 найпопулярніших програм і фільмів 5 каналу, заснований на даних Live +7, оброблених BARB.
| Місце | Програма або фільм           | Телеглядачі | Дата            |
| ----- | ---------------------------- | ----------- | --------------- |
| 1     | Celebrity Big Brother        | 5.57        | 18 серпня 2011  |
| 2     | C.S.I.: Місце злочину        | 4.63        | 13 січня 2006   |
| 3     | C.S.I.: Місце злочину        | 4.54        | 17 березня 2009 |
| 4     | C.S.I.: Місце злочину        | 4.48        | 31 січня 2006   |
| 5     | C.S.I.: Місце злочину        | 4.36        | 7 лютого 2006   |
| 6     | C.S.I.: Місце злочину        | 4.35        | 12 лютого 2008  |
| 7     | Люди в чорному               | 4.32        | 10 грудня 2006  |
| 8     | C.S.I.: Місце злочину        | 4.26        | 14 лютого 2006  |
| 9     | Згадай, що буде              | 4.24        | 5 жовтня 2009   |
| 10    | C.S.I.: Місце злочину Майями | 4.22        | 30 червня 2009  |

## Логотипи та дизайн

### 1997—2002
Першим оригінальним логотипом була цифра 5 в колі на тлі п'яти смуг, які нагадували таблицю настройки. З 1997 по 2002 роки 5 канал був єдиним наземним телеканалом з цифровою графікою в лівому верхньому кутку. У ранні роки під час перерв на рекламу на екрані з'являлися знаки «Кінець частини першої» і «Частина друга», знаменуючи рекламний блок. 14 квітня 1997 служба телетексту за підсумками опитувань заявила, що близько 70 % глядачів вимагали прибрати подібну систему, але 5 канал відмовився це робити і лише затемнив цей знак. 30 березня 1997 на телеканалі під час запуску пояснили подібну систему наступним чином: «Смуги знаменують підтримку фірм  Nike, Levi's и Adidas, а логотип зараз є новою Чашею Грааля для маркетингу. Популяризація продуктів є виграшним ходом, і права на показ телеканалу розпродаються швидше, ніж автомобілі або кеди». З 1999 року логотип зі смугами став частіше з'являтися в заставках.

### 2002—2008
З 2002 року в назві телеканалу не було слова «Channel», це почало діяти з 16 вересня 2002. Логотипом стало слово «five», написане чорними літерами, яке частіше і вживали в рекламних роликах і заставках на зорі мовлення. З 23 січня 2006 у заставках і анонсах стали фігурувати слова з чотирьох букв: «Hope» (англ. Надія), «Fast» (англ. Швидкий), «Love» (англ. Любов.), але при цьому логотип не з'являвся.

### 2008—2011
6 жовтня 2008 року о 21:00 змінився вдруге логотип телеканалу: тепер написане великими літерами слово FIVE було в помаранчевому колі (аналогічний дизайн пізніше використовувався у російського телеканалу РЕН ТБ). Розробником логотипу була компанія DixonBaxi, що зробила логотип «більш голосним, експресивним і креативним». У липні 2009 року логотип став трохи крупніше. У тому ж році з'явилися нові анонси для телесеріалів «Менталіст», «CSI», «Згадай, що буде», шоу Пола Мертона і «Крутіше не придумаєшь» (The Gadget Show).

### 2011— наш час
Зміни торкнулися дизайну і за часів Річарда Дезмонда: в першу чергу каналу повернули його стару назву. З жовтня 2010 року в заставках використовувалася стара назва, яка прижилася і в програмах передач видань Daily Express і Daily Star. Аналогічно сталося і в газеті  Northern & Shell, і на офіційних сайтах всіх вищеперелічених видань. З 2010 року Daily Express є спонсором показів в денний час доби.
Новий логотип був представлений 14 лютого 2011 у вигляді білої цифри 5 у червоному колі (схожий логотип використовується у російського петербурзького П'ятого каналу). У розширеній версії логотипу ліворуч є слово CHANNEL. Іноді показується логотип у вигляді прозорої п'ятірки на сірому колі. З 5 березня 2 013 цифровий логотип зрушать З кордону відображення нового формату 16: 9. У тому ж місяці з'явилися кілька нових заставок, основою яких служила та сама цифра 5 і створена на комп'ютері анімація з нею: за участю барабанщика, виконуючого соло на тлі логотипу; за участю еквалайзера, кнопки і бігунки на якому утворюють логотип; за участю іграшкового динозавра і робота на тлі лампочок, з яких складений логотип; за участю фотомоделей і камер на червоній доріжці; а також за участю зіткнення автомобілів, один з яких належить поліції, а на його борту зображений логотип. З квітня 2012 логотип пульсує в головній заставці в студії.
Власні заставки є для серіалів Інспектор готелю, Ходячі мерці, Менталіст, Тамара Екслстоун: Крихітка на мільярд, Все про Емі, для передач Великий брат, Холостяк, Ліга Європи УЄФА, Як робити приголомшуючі фотографії, Крутіше не придумаєшь. У логотипі використовується шрифт Gotham.

### Галерея логотипів

Логотип з 30 березня 1997 по 16 вересня 2002

Логотип з 16 вересня по 2002 6 жовтня 2008

Логотип з 6 жовтня 2008 по 14 лютого 2011

Логотип з 14 лютого 2011 по 10 лютого 2016

## 5 Text
З 1997 по 2011 роки у 5 каналу була своя аналогова служба телетексту 5 Text, яка представляла глядачам програму передач, короткий зміст фільмів і анонси програм. Служба надавалася компанією Sy Text протягом декількох років, пізніше цим займалася BigStream Interactive в графстві Суррей. Після переходу на цифрове мовлення службу скасували.